# Wehnsen (Edemissen)
Wehnsen (niederdeutsch Wähnßen) ist ein Ortsteil der Gemeinde Edemissen im Landkreis Peine in Niedersachsen.

## Geographie
Der Ort Wehnsen liegt nördlich der Kreisstadt Peine zwischen den beiden Oberzentren Hannover und Braunschweig am Rande der Südheide.

## Geschichte
Als „wedensen“ wurde der Ort im Lehnsregister der Edelherren Luthard und Buchard von Meinersen im Jahre 1274 erstmals urkundlich erwähnt. Erst später im Jahre 1375 erschien „wetense de horst“, die Wehnserhorst, erstmals urkundlich im Kopialbuch der Herren von Oberg.
Von 1532 bis 1885 gehörte der Ort zur Gografschaft Edemissen im Amt Meinersen. Im Jahr 1885 wurde er in den Landkreis Peine eingegliedert.
1966 bildete Eltze mit den Ortschaften Dedenhausen, Wehnsen, Plockhorst, Eickenrode und Ohof eine Samtgemeinde.
Im Zuge der Gebietsreform in Niedersachsen kam es am 1. März 1974 zur Bildung der Einheitsgemeinde Edemissen aus den Ortschaften der Samtgemeinde Edemissen und weiteren acht selbstständigen Gemeinden.

## Einwohnerentwicklung
| Jahr               | Einwohner |
| ------------------ | --------- |
| 1821               | 94        |
| 1848               | 147       |
| 1. Dezember 1871 ¹ | 146       |
| 1. Dezember 1885 ¹ | 191       |
| 1. Dezember 1905 ¹ | 232       |
| 16. Juni 1925 ¹    | 273       |
| 17. Mai 1939 ¹     | 301       |
| 29. Oktober 1946 ¹ | 620       |

| Jahr                 | Einwohner |
| -------------------- | --------- |
| 13. September 1950 ¹ | 641       |
| 6. Juni 1961 ¹       | 403       |
| 1. März 1964         | 373       |
| 27. Mai 1970 ¹       | 410       |

¹ Volkszählungsergebnis

## Religion
Schon im frühen 16. Jahrhundert hat sich die protestantische Glaubensrichtung gefestigt. Die Matthäus-Kapelle ist eine von insgesamt fünf Kapellengemeinden im Kirchspiel der Martin-Luther-Kirchengemeinde Edemissen.

## Politik

### Ortsrat
Der Ortsrat, der Wehnsen vertritt, setzt sich aus fünf Mitgliedern zusammen. Die Ratsmitglieder werden durch eine Kommunalwahl für jeweils fünf Jahre gewählt.
Bei der Kommunalwahl 2021 ergab sich folgende Sitzverteilung:
| Ortsrat 2021Insgesamt 5 Sitze - SPD: 2 - CDU: 3 |

### Ortsbürgermeister
Ortsbürgermeister ist Uwe Thiesing.

### Wappen
Im blauen Schild eine goldene Doppelspirale mit verdicktem Steg. Als Vorlage dienten die plastisch herausgearbeiteten Doppelspiralen an den Balken zweier alter Bauernhäuser in Wehnsen. Das Wappen ist in den welfischen Farben des lüneburgischen Anteils der welfischen Lande gehalten.

## Kultur und Sehenswürdigkeiten
- Die Matthäus-Kapelle in Wehnsen wurde vermutlich im Jahr 1701 als Fachwerkbau errichtet.

- Der Wehnser Kartoffelmarkt ist weit über die Grenzen der Region bekannt und findet alle zwei Jahre statt, in der Regel am letzten Septemberwochenende. Mehrere zehntausend Besucher bevölkern dann das kleine Dorf.

## Wirtschaft und Infrastruktur

### Bildung
Neben Kindergärten sind heute in Edemissen Grundschule (in drei Ortsteilen auch Verlässliche Grundschulen), Hauptschule und Realschule eingerichtet. Die Grundschule für Wehnsen liegt in der Ortschaft Plockhorst. Weiterführende Schulen wie Gymnasium und Berufsbildende Schule befinden sich in der Kreisstadt Peine.

### Verkehr
Wehnsen liegt an der Bundesstraße 444.
- Es besteht eine Busverbindung des öffentlichen Nahverkehrs nach Edemissen und Peine.
- Anschlüsse an die Bundesautobahn 2 bilden die Anschlussstellen Peine, Watenbüttel-Braunschweig und Hämelerwald.
- Die Berlin-Lehrter Eisenbahn durchquert im Norden die Gemarkung des Ortes. Die nächstgelegenen Personenbahnhöfe befinden sich in Dedenhausen, Peine und Hämelerwald.